# Björn Höcke
Björn Höcke, né le 1er avril 1972 à Lünen (Rhénanie-du-Nord-Westphalie), est un homme politique allemand d'extrême droite, l'un des deux présidents de l'Alternative pour l'Allemagne (AfD) dans le Land de Thuringe. Depuis les élections régionales de 2014, il est président du groupe parlementaire de son parti au Parlement régional de Thuringe.

## Biographie
Höcke est né à Lünen, en Rhénanie-du-Nord-Westphalie. Peu de temps après sa naissance, sa famille s'installa à Neuwied en Rhénanie-Palatinat, puis plus tard à Anhausen. Ses grands-parents étaient des Allemands déplacés de la province de Prusse-Orientale. Son père était un enseignant spécialisé à l’École d’État pour aveugles et malvoyants de Neuwied, sa mère a travaillé en tant qu'infirmière en hôpital et en maison de retraite.
Höcke a d'abord fréquenté l'école élémentaire Braunsburg à Anhausen, puis le lycée Rhein-Wied de Neuwied. Après avoir terminé ses études secondaires en 1991, il a effectué son service militaire de base au sein de la Bundeswehr. À partir de 1992, il étudie deux semestres de droit à Bonn. De 1993 à 1998, il a étudié les sciences du sport et l’histoire à l’université de Gießen et à l’université de Marbourg, où il a eu un poste d'enseignant d'histoire dans le lycée de la ville. Après avoir passé son deuxième examen d’État (2001), il a fait une maîtrise en gestion scolaire de 2003 à 2005 et a obtenu une maîtrise ès lettres. Jusqu'en septembre 2014, il a enseigné le sport et l'histoire à Bad Sooden-Allendorf, ayant enfin atteint l'échelon d'Oberstudienrat (en), le plus élevé de l'enseignement secondaire en Allemagne,.
Höcke est marié, père de quatre enfants et vit avec sa famille à Bornhagen, dans l'arrondissement d'Eichsfeld, en Thuringe.

## Carrière politique
Höcke est brièvement membre de Junge Union, l'organisation des jeunesses de la CDU.
En tant que l'un des fondateurs de AfD Thuringe, il devient député au Landtag de Thuringe, l'assemblée régionale de Thuringe, après les élections régionales en 2014. Höcke est le leader de son groupe au parlement régional et le porte-parole de l'AfD Thuringe.
Sa faction au sein du parti est connue sous le nom de Der Flügel (l'aile). Il lui est reproché son goût pour le culte de la personnalité. Frauke Petry, figure de proue de l'AfD, considère Björn Höcke comme un « fardeau pour le parti ». Il parvient cependant à prendre l'ascendant au sein de l'AfD et à écarter Frauke Petry, qui est poussée à la démission.
Après les élections régionales de 2019 en Thuringe où son parti obtient 23,40 % des voix (+12,8 %), il propose une coalition à l'Union chrétienne-démocrate d'Allemagne (CDU) et au Parti libéral-démocrate (FDP) au profit de Thomas Kemmerich, président du groupe parlementaire du FDP, qui est élu au poste de ministre-président de Thuringe battant le sortant Bodo Ramelow de Die Linke. Ce vote provoque un tollé dans la classe politique et une crise au sein de la CDU, car depuis la dernière guerre aucun ministre président d'un Land n'a été élu avec l'apport de voix de l'extrême-droite. Kemmerich démissionne le surlendemain.
En mai 2021, le domicile de Björn Höcke est perquisitionné. Höcke est accusé d’avoir posté sur les réseaux sociaux une photo de l'activiste allemande Carola Rackete avec la phrase « J’ai importé de la torture, des violences sexuelles, du trafic d’êtres humains et des meurtres ». Selon le procureur de la République, il aurait pu ainsi stigmatiser un certain groupe de personnes — « des réfugiés » — comme des criminels. L'AfD, par le biais du porte-parole du Land, dénonce cette perquisition à domicile « en raison d'une publication sur Facebook qui est évidemment couverte par le droit fondamental à la liberté d’expression » et qui « est un autre point bas de l'abus du pouvoir judiciaire contre des opinions politiques prétendument insoumises ».
En juin 2023, le parquet de Halle engage des poursuites contre Björn Höcke pour avoir utilisé la phrase « Alles für Deutschland ! » (« Tout pour l’Allemagne ») au sein de sa déclaration : « Tout pour notre patrie, tout pour la Saxe-Anhalt, tout pour l’Allemagne », un slogan utilisé par les SA et interdit en Allemagne. Les enquêteurs sont convaincus que le suspect connaissait l'origine et le sens de cette expression. Le Parlement avait levé son immunité dès novembre 2021, permettant ainsi aux procureurs d'enquêter,,. Il est condamné à une amende de 13 000 euros le 14 mai 2024 par le tribunal de Halle.
En septembre 2024, alors que l'AfD arrive en tête en Thuringe, ce qui constitue une première lors d'un scrutin régional, Björn Höcke échoue dans sa circonscription. Il entre au parlement du Land via la liste du Land,. Pour la Frankfurter Rundschau, Höcke, par sa façon de parler « parfois maladroite, compliquée », son comportement « élitiste » et sa maladresse notamment lors des débats télévisés, fait qu'il n’est pas vraiment apprécié du grand public et même par une partie des sympathisants de l’AfD.

## Positions politiques
Il fait partie de l'aile nationale-conservatrice de l’AfD et a suscité des controverses en raison de ses critiques du multiculturalisme et de l'islam. Il promet des expulsions massives d'immigrés ainsi que l’arrêt des aides sociales. Il tient également un discours anti-écologiste, souhaitant notamment interdire les éoliennes. Ses déclarations ont été cataloguées par les réseaux sociaux et des scientifiques comme étant populistes de droite, identitaires et nationalistes,.
Lors d'un rassemblement de l'AfD en 2017, il déplore l'existence à Berlin d'un mémorial « de la honte » rappelant l'Holocauste et appelle le pays à cesser de se focaliser sur son passé nazi. Il réclame « un virage à 180 degrés de la politique mémorielle de l’Allemagne » et considère comme « un grand problème » qu'Adolf Hitler soit décrit comme « l’incarnation du mal absolu ». Il est surveillé par le renseignement intérieur allemand, car il « relativise le national-socialisme dans sa dimension historique ». Un jugement d'un tribunal allemand a souligné en 2019 que le qualifier de « fasciste » ne relevait pas de la diffamation.
En août 2023, Höcke s'est exprimé sur l'UE lors du congrès de l'AfD à Magdebourg. Selon lui, une politique monétaire commune ne fonctionnera pas ; de même, une politique sociale commune est vouée à l'échec, car elle nécessite « avant tout des frontières solides ».
Il s'oppose également à l'intégration des élèves handicapés dans des classes ordinaires car il pense que c'est l'un des « projets idéologiques » qui « freine les performances des écoles » et que l'inclusion scolaire « ne ferait pas progresser les élèves », « ne les rendrait pas plus productifs » et ne permettrait pas aux élèves d'en faire des « travailleurs qualifiés pour l'avenir ». Ces propos sont qualifiés de scandaleux par les autres partis. Il s'oppose également à l'approche intégrée de l'égalité entre les femmes et les hommes qu'il considère aussi comme faisant partie des « projets idéologiques »,,,.